# Маурицій Аллерганд
Маурицій Аллерганд  (пол. Maurycy Allerhand, 28 червня 1868, Ряшів — серпень 1942, Львів) — польський юрист єврейського походження, професор факультету права Львівського університету.

## Життєпис
Походив із багатої єврейської сім'ї поміщика. Закінчив гімназію в Ряшеві, після чого навчався у Віденському університеті. Звання доктора права отримав там же в 1892 році. Після повернення на Галичину поселився у Львові і розпочав адвокатську практику. У 1900 році відкрив власну адвокатську контору, також публікував слухання, юридичні статті і монографії в національних та іноземних журналах. У 1909 році був хабілітейтом у Львівському університеті в галузі процесуального права на основі роботи «Обман» в судовому процесі. Він також писав німецькою мовою, однак більшість його публікацій — польською мовою.
З 1910 року викладач Львівського університету, у 1917 році призначений ад'юнкт-професором (асистентом професора), а в 1922 році (вже у незалежній Польщі) — професором. Мешкав з родиною в будинку на вул. Ягеллонській, 20 (нині — вулиця Гнатюка).

### В незалежній Польщі
22 серпня 1919 року призначений членом Кодифікаційної комісії Речі Посполитої, у 1922 році — членом Державного трибуналу. У 1929 році став також головою Єврейської громади у Львові. Без політичної приналежності, вірив у повну асиміляцію народу і польської держави. Протягом всього цього часу здійснював адвокатську практику. Працював також в науці: читав лекції про діяльність правоохоронних органів, викладав право ринкової конкуренції, історію та організацію судочинства, адвокатури та нотаріальних послуг, право про авіаційне страхування. До 1933 року він був завідувачем кафедри комерційного права та векселів. Часто запрошував молодих юристів на семінари в свій офіс. Учасниками тих семінарів були відомі пізніше польські юристи: Кароль Кораний, Казімєж Пшибиловскі, Людвік Двожак. Семінари професора Аллерганда відвідували також Єжи Савицькі і Стефан Розмарин—Квечинські. У 1932—1933 роках опублікував дві частини коментаря до Цивільного процесуального кодексу, у 1935 році — коментар до Комерційного кодексу, а у 1937 році — коментар до права про неплатоспроможність. Його наукові досягнення включають в себе більше 1000 найменувань, у тому числі роботи в галузі процесуального, цивільного, торговельного права та етнографії.

### Друга світова війна
Після окупації Львова радянськими військами та реорганізації університету викладав на юридичному факультеті. Після початку німецько-радянської війни та вторгнення 30 червня 1941 року до Львова німців відмовився прийняти посаду голови Юденрату (єврейської ради). Він був змушений переїхати в гетто. У серпні його син і невістка Зінаїда разом із своєю єдиною дитиною Лешеком втекли в арійську частину міста.
10 серпня Аллерганда разом з дружиною було депортовано в Янівський табір, де обидвоє були вбиті під час розстрілу. Їхня смерть не була задокументована, але після війни, Кароль Кораний послався на очевидців, які вижили в таборі і бачили, як вони були вбиті в тому ж місяці. Тіла жертв були спалені, а прах розвіяно. Його син Йоахім, невістка Зіна і внук Лешек пережили Голокост.

## Спадщина
Його онук Лешек опублікував в 2003 році книгу засновану на спогадах його діда, написаних в 1941—1942 роках. Його розповідь про життя в гетто, надає неоціненне уявлення про життя польських євреїв під час німецької окупації Львова. Він описує погроми 1941 року, вчинені німцями, а крім того, він включає згадку про бесіду з колишнім агітатором, призначеним у Львівському університеті радянською владою, яка звинувачувала поляків за це. 

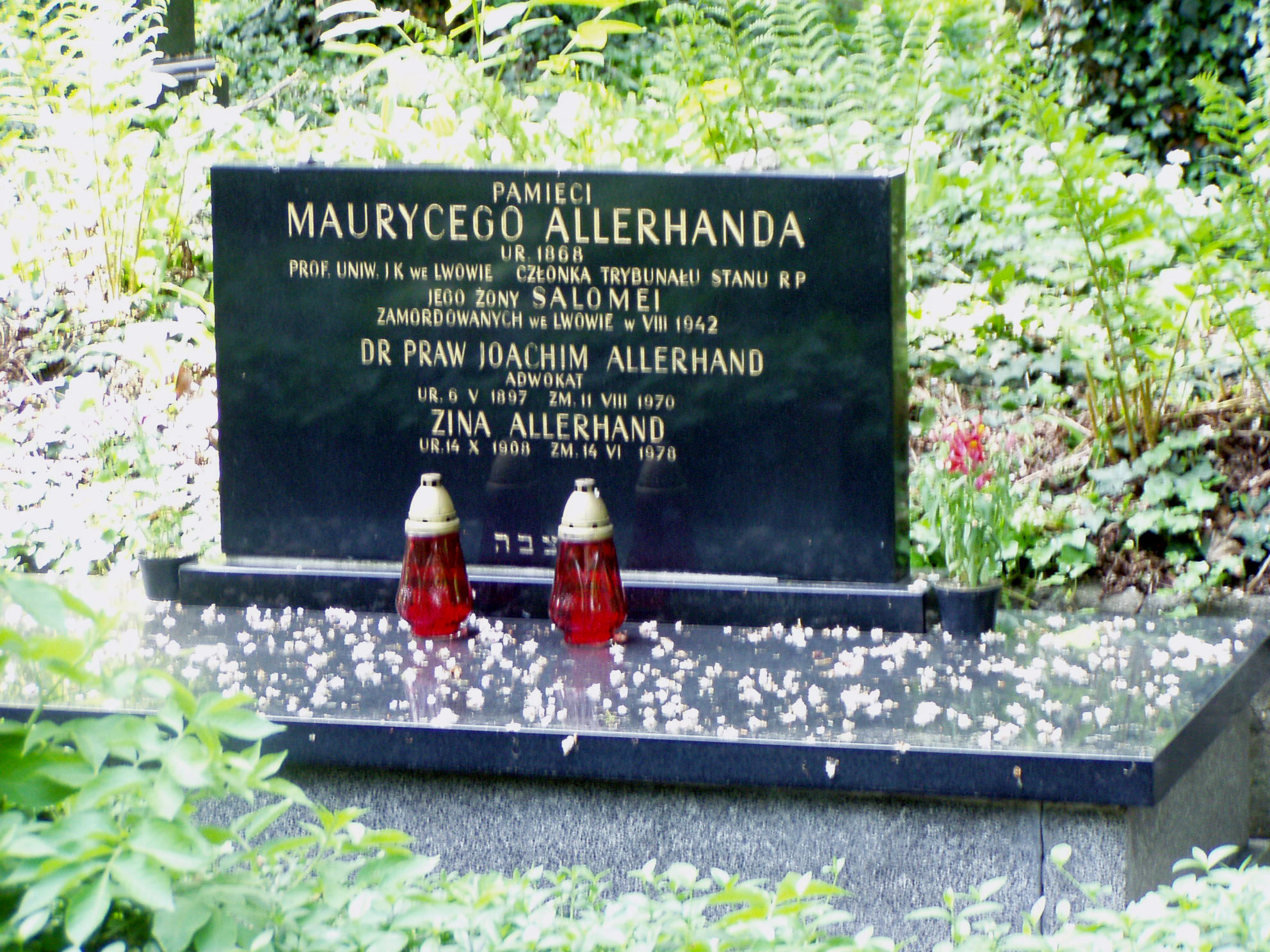
Символічна могила сім'ї Мауриція Аллерганда, нове єврейське кладовище, Краків

Книга під назвою «Записки з того світу» («Записки з іншого світу, або спогади про інший світ») доповнена спогадами молодого Лешека Аллерганда, який жив з бабусею і дідусем протягом тривалого часу до їхньої передчасної смерті. Оригінальний рукопис зберігся в архівах Єврейського історичного інституту у Варшаві (львівська папка), невідомого нікому до смерті в 1962 році професора Стефана Стасяка з Львівського університету, який зберігав її серед своїх робіт.
Символічна могила Мориція Аллерганда і його дружини Саломеї знаходяться на новому єврейському кладовищі e Кракові. У 2009 році Лешек Аллерганд став покровителем юридичної фундації — Інституту Аллерганда, який заснований в Кракові.